# TS-50

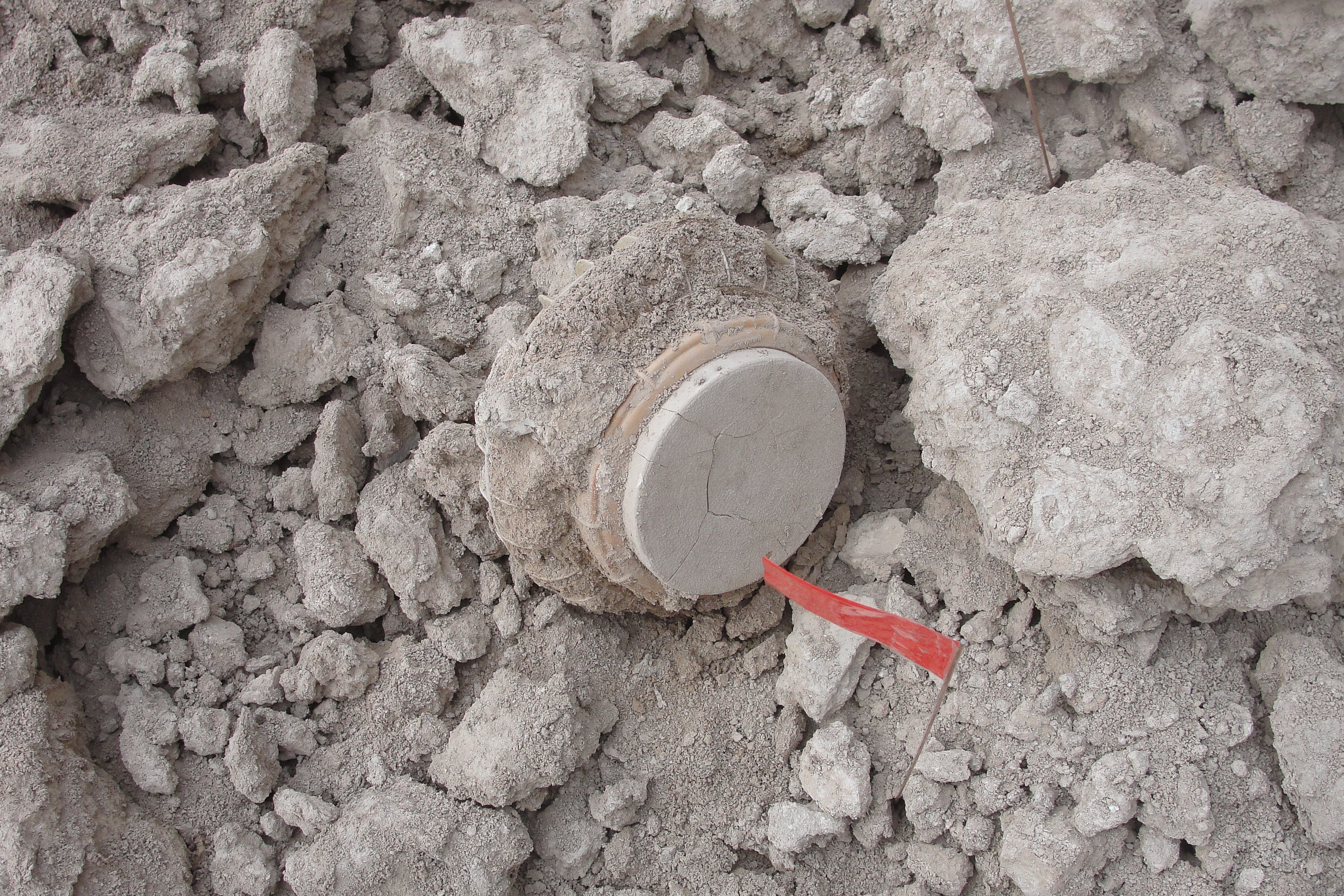
TS-50 in-situ

La TS-50 è una mina antiuomo a minimo contenuto di metallo, resistente alle esplosioni, ideata e prodotta dalla Valsella Meccanotecnica.

## Descrizione
La TS-50 ha un corpo in plastica color verde oliva, marrone o sabbia. C'è una piastra a pressione rialzata nella parte centrale della faccia superiore, ma è progettata per funzionare anche a faccia in giù. Una pressione sulla mina forza dell'aria attraverso un diaframma in una piccola sacca di gomma, che si gonfia. Mentre questa sacca si gonfia, preme un otturatore che rimuove il perno di sicurezza del percussore. Questo può così colpire il detonatore. Ci vuole una media di 0,11 secondi di pressione continua di circa 2,5–5 kg prima che la mina possa detonare. Questo permette a queste mine di essere posate in maniera molto ravvicinata, senza che l'esplosione di una provochi la detonazione a catena delle altre contigue.
Il funzionamento della spoletta permette a quest'arma di avere una buona resistenza ai metodi di rimozione delle mine basati su una forte pressione esplosiva, in quanto il colpo secco dato da una detonazione non dura abbastanza da immettere aria a sufficienza nella sacca da permettere l'innesco. Questa capacità, insieme all'uso di metalli amagnetici nella costruzione dell'ordigno, lo rende molto difficile da rimuovere con metodi convenzionali. Insieme alla mina è fornito un disco "detector", che permette alla mina di essere più facilmente rilevabile, ma non è usato spesso.
In più la mina è resistente all'acqua, e può essere usata in acque basse. Può essere posata a mano o lanciata da elicottero tramite il sistema di dispersione DAT.

## Produzione
La mina era originalmente prodotta dalla Tecnovar italiana SpA, ed è stata in servizio con l'esercito italiano. Al momento dell'entrata in vigore della proibizione dell'uso delle mine antiuomo, l'esercito italiano distrusse tutte le sue scorte di mine. È molto simile ad un'altra mina italiana, la VS-50. La principale differenza esteriore è che il VS-50 di solito ha una piastra a pressione di gomma nera (il TS-50 ha la piastra dello stesso colore del corpo, con su scritto TS-50), ma la differenza principale si trova negli indicatori della posizione orizzontale posti sulle alette verticali lungo la circonferenza del corpo. La TS-50 fu esportata in grandi quantità, e prodotta sotto licenza in Egitto. Ci sono campi minati di TS-50 Afghanistan, Azerbaigian, Ecuador, Georgia, Kurdistan, Kuwait, Iraq, Libano, Ruanda e nel Sahara Occidentale

## Nomenclatura
- T/79 - nomenclatura dell'esercito egiziano per il modello prodotto localmente della TS-50. Sono stati prodotti più di 1,2 milioni di T/79[1]. La maggior parte delle T/79 sono assemblate in industrie egiziane, usando una combinazione di parti importate dall'Italia e parti prodotte localmente.
- YM-1 - nomenclatura per la versione iraniana della TS-50.